# Farynala palina
Farynala palina är en insektsart som beskrevs av Chiang, Hsu och Knight 1989. Farynala palina ingår i släktet Farynala och familjen dvärgstritar.
Artens utbredningsområde är Taiwan. Inga underarter finns listade i Catalogue of Life.